# Jacek Bardan
Jacek Bardan (ur. 11 września 1955 w Radomyślu Wielkim) – historyk, muzealnik, regionalista, dyrektor Muzeum Kultury Ludowej w Kolbuszowej w latach 2004–2022, kustosz, kurator wystaw muzealnych, redaktor i autor publikacji oraz artykułów dotyczących historii regionu.

## Życiorys
Absolwent I Liceum Ogólnokształcącego im. Stanisława Konarskiego w Mielcu. Ukończył historię i Podyplomowe Studium Muzeologiczne na Wydziale Filozoficzno-Historycznym Uniwersytetu Jagiellońskiego. W czasie studiów pracował w Radiowym Studio Uniwersytetu Jagiellońskiego „Alma Radio” (1977–1979). W latach 1980–1985 uczył historii w Szkole Podstawowej w Weryni. Od 1985 r. pracował w Muzeum Kultury Ludowej w Kolbuszowej, a od 1989 r. był kierownikiem Działu Historyczno-Artystycznego. Dyrektorem instytucji został w 2004 r. i kierował nią do końca 2022 r.

## Osiągnięcia
Jacek Bardan od 2004 r. pełnił funkcję dyrektora Muzeum Kultury Ludowej w Kolbuszowej. Był odpowiedzialny za jego harmonijne działanie, nieprzerwany rozwój i wierne wypełnianie misji, którą jest zachowanie dla następujących po sobie pokoleń świadectwa i obrazu ich tożsamości. Tę służbę społeczną realizował m.in. poprzez inspirowanie i koordynowanie działań mających na celu badanie, przechowywanie i udostępnianie dorobku kulturowego Lasowiaków i Rzeszowiaków. Działalność ta ogniskowała się przede wszystkim wokół ekspozycji dawnego budownictwa wsi i miasteczek zamieszkanych przez dawnych mieszkańców Puszczy Sandomierskiej.
W latach 2005–2022 na terenie Parku Etnograficznego Muzeum Kultury Ludowej w Kolbuszowej zestawiono 38 nowych obiektów, m.in. drewniany spichlerz dworski z Bidzin (1784 r.), kościół z Rzochowa (1843 r.) wraz z wyposażeniem, dwór z Brzezin (1753 r.), a także leśnictwo z leśniczówką z Zerwanki (l. 30. XIX w.), wyłuszczarnią nasion oraz suszarnią runa leśnego z Pateraków. Zakończono także prace budowlano-konserwatorskie założenia plebańskiego, którego najcenniejszym obiektem jest plebania z Ostrów Tuszowskich (1906 r.) oraz udostępniono zwiedzającym dom parafialny z Książnic z lat 30. XX w. W latach 2009–2015 powstał również kompleksowy program modernizacji Muzeum z planami budowlanymi strefy zaplecza muzealnego, którego stopniowa realizacja rozpoczęła się w 2021 r.
W trakcie niemal 20 lat pracy Jacek Bardan nadzorował realizację 32 grantów, których łączna wartość wyniosła 9 333 100 zł. Wśród nich znalazły się m.in. przeniesienie i zestawienie zespołu kościelnego pw. św. Marka Ewangelisty wraz z wyposażeniem i wystrojem, restauracja dworu z Brzezin, utworzenie ośrodka edukacji regionalnej „Dawna szkoła” w budynku szkoły z Trzebosi, zabezpieczenie i adaptacja budynku spichlerza z Bidzin oraz jego remont, kompleksowe badania dotyczące zachowanej kultury Lasowiaków i Rzeszowiaków, mające zwieńczenie w monograficznych publikacjach „Źródła kultury ludowej Puszczy Sandomierskiej”, „Puszcza Sandomierska od kuchni. Między tradycją a współczesnością”, „Folklor Rzeszowiaków – obraz przemian”, „Kolędowanie na Rzeszowszczyźnie”, a także duży program konserwacji pokrytych polichromią płócien odkrytych w kościele z Rzochowa.
Inicjatywy muzealne były w tym czasie doceniane na arenie krajowej. W 2007 r. Muzeum otrzymało III nagrodę w konkursie na Wydarzenie Muzealne Roku Sybilla 2006 organizowanym przez Narodowy Instytut Muzealnictwa i Ochrony Zbiorów za projekt edukacyjno-badawczy „Tradycje naszej ziemi – ciągłość i trwanie” w kategorii programy edukacyjne, oświatowo-wychowawcze i promocyjne. W 2010 r. projekt badawczy „Źródła kultury ludowej Puszczy Sandomierskiej – Bojanowskie” otrzymał Ludowego Oskara w konkursie na najciekawsze wydarzenie folklorystyczne w Polsce. W 2013 r. kolejną pierwszą nagrodą Sybilla 2012 (w kategorii konserwacja muzealiów) została nagrodzona praca przy konserwacji wyposażenia kościoła z Rzochowa. W 2018 r. Muzeum zdobyło wyróżnienie w konkursie na Wydarzenie Muzealne Roku Sybilla 2017 w kategorii projekty naukowo-badawcze za projekt pt. „Dziedzictwo kulinarne mieszkańców dawnej Puszczy Sandomierskiej”. Wielkim sukcesem w 2019 r. na innym, nie mniej ważnym polu (działania wizerunkowe i promocyjne), była pierwsza nagroda w organizowanym również przez Narodowy Instytut Muzealnictwa i Ochrony Zbiorów prestiżowym Przeglądzie Muzeum Widzialne za projekt Izabelli Kędzierskiej pt. „Zakorzenienie w tradycji i nowoczesna forma. Rozwiązania stosowane w promowaniu Muzeum Kultury Ludowej w Kolbuszowej” w kategorii identyfikacja wizualna. W 2020 r. instytucja otrzymała Sybillę 2019 w kategorii projekty naukowo-badawcze za przedsięwzięcie „Kolędowanie na Rzeszowszczyźnie”, a w 2022 r. wyróżnienie w kategorii konserwacja i ochrona dziedzictwa kultury za program konserwatorsko-budowlany pn. „Zespół dworski w Parku Etnograficznym Muzeum Kultury Ludowej w Kolbuszowej”.

## Odznaczenia
W 2019 r. decyzją Ministra Kultury i Dziedzictwa Narodowego Piotra Glińskiego Jacek Bardan został odznaczony Brązowym Medalem „Zasłużony Kulturze Gloria Artis”. 5 czerwca 2025 został odznaczony Honorowym Medalem im. Izydora Gulgowskiego, przyznanym przez Stowarzyszenie Muzeów na Wolnym Powietrzu w Polsce.

## Publikacje
- „Biuletyn Muzeum Kultury Ludowej w Kolbuszowej”, nr 5, red. Jacek Bardan, dr Izabela Wodzińska, dr Janusz Radwański, Kolbuszowa 2021
- „Almanach Muzeum Kultury Ludowej w Kolbuszowej 2010-2019”, red. Jacek Bardan, Agata Front, Kolbuszowa 2019
- „Biuletynu Muzeum Kultury Ludowej w Kolbuszowej”, nr 4, red. Jacek Bardan, Kolbuszowa 2017
- „Biuletyn Muzeum Kultury Ludowej w Kolbuszowej”, nr 3, red. Jacek Bardan, Kolbuszowa 2015
- „Uwagi w kwestii poznania. Księga Jubileuszowa prof. Adama Palucha”, red. Jacek Bardan, Konrad Górny, Kolbuszowa – Wrocław 2013
- „Biuletyn Muzeum Kultury Ludowej w Kolbuszowej”, nr 2, red. Jacek Bardan, Kolbuszowa 2011
- „Biuletyn Muzeum Kultury Ludowej w Kolbuszowej”, nr 1, red. Jacek Bardan, Kolbuszowa 2009
- „Muzeum Kultury Ludowej w Kolbuszowej – Biuletyn Jubileuszowy”, red. Jacek Bardan, Katarzyna Dypa, Kolbuszowa 2009
- „Tradycje naszej ziemi – ciągłość i trwanie”, red. Jacek Bardan, Kolbuszowa 2006
- „Rocznik Kolbuszowski”, nr 7, red. Jacek Bardan, Kolbuszowa 2003
- „Remiza ze Słociny – wystawa z dziejów Ochotniczych Straży Pożarnych Bogu na chwałę, ludziom na ratunek”, Kolbuszowa 2002
- „Kolbuszowa 300 lat miasta. Materiały z sesji naukowej 6-7 X 2000 r.”, red. Jacek Bardan, Kolbuszowa 2001
- „Dawne pieczęcie i herb Kolbuszowej”, seria „Varia Kolbuszowskie”, Kolbuszowa 1998
- „Dawna Kolbuszowa i jej mieszkańcy”, Kolbuszowa 1995
- „Informator o zawartości Archiwum Historycznego MKL”, Kolbuszowa 1988

## Wybrane artykuły
- „Zabudowa miejska Kolbuszowej do 1939 r.”, [w:] „Biuletyn Muzeum Kultury Ludowej w Kolbuszowej”, nr 5, red. Jacek Bardan, dr Izabela Wodzińska, dr Janusz Radwański, Kolbuszowa 2021
- „Punkt wyjścia”, [w:] „Muzea na wolnym powietrzu. Antycypacje”, red. dr hab. Katarzyna Barańska, dr hab. Monika Murzyn-Kupisz, prof. dr hab. Jan Święch, Kolbuszowa 2020
- „O mierzeniu sił na zamiary”, [w:] „Almanach Muzeum Kultury Ludowej w Kolbuszowej 2010-2019”, red. Jacek Bardan, Agata Front, Kolbuszowa 2019
- „Powiatowy Komitet Narodowy w Kolbuszowej”, [w:] „Kraj-obraz niepodległości. Życie codzienne u progu wolnej Polski”, red. prof. Jadwiga Hoff, dr Izabela Wodzińska, Kolbuszowa 2019
- „O badaniach w Rzeszowskiem”, [w:] „Folklor Rzeszowiaków – obraz przemian. Według badań terenowych 2014-2016”, red. dr hab. Katarzyna Smyk, Jolanta Dragan, Kolbuszowa 2018
- „Archiwum badań”, [w:] „Źródła kultury ludowej Puszczy Sandomierskiej”, red. Krzysztof Ruszel, Kolbuszowa 2014
- „Saga Lugeonu”, [w:] „Uwagi w kwestii poznania. Księga Jubileuszowa prof. Adama Palucha”, red. Jacek Bardan, Konrad Górny, Kolbuszowa – Wrocław 2013
- „Słowo wstępne”, [w:] „Muzeum Kultury Ludowej w Kolbuszowej – Biuletyn Jubileuszowy”, red. Jacek Bardan, Katarzyna Dypa, Kolbuszowa 2009
- „Zbiory – czyli to, co najważniejsze” (współautor), [w:] „Muzeum Kultury Ludowej w Kolbuszowej – Biuletyn Jubileuszowy”, red. Jacek Bardan, Katarzyna Dypa, Kolbuszowa 2009
- „Pracownicy – czyli oni tworzą Muzeum” (współautor), [w:] „Muzeum Kultury Ludowej w Kolbuszowej – Biuletyn Jubileuszowy”, red. Jacek Bardan, Katarzyna Dypa, Kolbuszowa 2009
- „Zamierzenia – czyli co, jak dobrze pójdzie, nastąpi”, [w:] „Muzeum Kultury Ludowej w Kolbuszowej – Biuletyn Jubileuszowy”, red. Jacek Bardan, Katarzyna Dypa, Kolbuszowa 2009
- „Kalendarium – czyli ważniejsze wydarzenia, wystawy, imprezy” (współautor), [w:] „Muzeum Kultury Ludowej w Kolbuszowej – Biuletyn Jubileuszowy”, red. Jacek Bardan, Katarzyna Dypa, Kolbuszowa 2009
- „Ziemianin wobec spraw obywatelskich – działalność społeczna i polityczna Jana Hupki w powiecie kolbuszowskim”, [w:] „Miasteczko i okolica – od średniowiecza do współczesności”, red. Jadwiga Hoff, Kolbuszowa 2006
- „Herb powiatu kolbuszowskiego”, [w:] „Rocznik Kolbuszowski”, nr 7, Kolbuszowa 2003
- „Regionalne Towarzystwo Kultury im. J.M. Goslara w Kolbuszowej”, [w:] „Silva rerum powiatu kolbuszowskiego”, red. Wiesław Walat, Kolbuszowa 2003
- „Życie codzienne w Kolbuszowej na przełomie XIX i XX wieku w świetle wspomnień jej mieszkańców”, [w:] „Kolbuszowa 300 lat miasta. Materiały z sesji naukowej 6-7 X 2000 r.”, red. Jacek Bardan, Kolbuszowa 2001
- „Cud czy zwycięstwo”, [w:] „Ziemia Kolbuszowska”, nr 7/67, sierpień 2001
- „Mieszkańcy Kolbuszowej w świetle spisu wyborców do rady gminy z 1870 r.”, [w:] „Prace Historyczno-Archiwalne”, T. X, Rzeszów 2001
- „Bezpieczeństwo pożarowe w powiecie kolbuszowskim w latach 1867–1918”, [w:] „Prace Historyczno-Archiwalne”, T. XII, Rzeszów 2002